# ぼくが地球を救う
『ぼくが地球を救う』（ぼくがちきゅうをすくう）は、2002年7月4日から9月12日までTBS系列「カネボウ木曜劇場」で、毎週木曜22:00 - 22:54に放送された日本のテレビドラマ。主演は内村光良（ウッチャンナンチャン）。全11回。
2002年度、木曜22時からのドラマは「カネボウ木曜劇場」としてカネボウの単独提供番組として放送されていたが、このドラマはその第2弾となる。

## あらすじ
丸の内物産 経理部第7管理課（通称：ナナカン）に所属するサラリーマン・足立友作は階段から転落、危篤状態に陥る。意識を取り戻した友作は階段から落ちた後、危篤状態だった時間と同じ57分間だけ他人の心の声が聞こえる能力を手に入れていた。この能力が気弱でうだつのあがらない友作と周りの人々、そして地球の運命さえも変えていく…。
なお、大人が子供たちに友作たちの出来事を過去の偉人伝をかたるようなプロローグであることから、本来の時系列はかなり未来のようである。

## キャスト
登場人物は全て東京近辺の地名が苗字になっており、各地名のイメージがそのまま役柄のイメージとなっている（番組サイトより）。
足立友作〈38〉
演 - 内村光良
「丸の内物産」経理部第七管理課（ナナカン）に勤務する、うだつの上がらない気弱なサラリーマン。茗荷谷大学経済学部経済学科卒。愛犬は“カリート”。
ある事故がきっかけで階段から落ちた時に臨死体験をし、そのときに人の心の声が聞こえる超能力=センシティブに目覚めてしまった。それ以降階段から落ちると57分間センシティブ状態になれる。
中学以来好きになったのは白金愛子と大門の妻・みゆき。最終回で地球を救った際に、内閣総理大臣から「国民栄誉賞」を受賞されるがなぜか辞退する。
綾瀬しのぶ〈25〉
演 - 真中瞳
「丸の内物産」ナナカンに勤務。一見“清純派お嬢様”だが、頭の中はエッチな妄想でいっぱいで、どす黒い性格ブスである。三田慶一郎を密かに狙っている。ブリッコオリンピックで葉子に負ける。
渋谷是広〈37〉
演 - 古田新太
「丸の内物産」ナナカン課長で友作の同期。友作曰く「短気で凶暴」だが心の中は繊細。両親の死後、妹セリの親代わりとなっている。
シスコンで、セリと住む家を買うための資金の一部300万円を架空の投資信託会社「ビッグトラスト」に騙し取られる（会長の田端三郎(68)は詐欺で指名手配→逮捕）。
実は裏では社長夫人の貴子から極秘任務を受けていて、貴子の命令で動く。ハルミのことをいつも邪険に扱っているが、実はハルミが好き（いわゆるツンデレ）。最終回でハルミと結婚した。
三田慶一郎〈26〉
演 - 袴田吉彦
友作が運ばれた救急病院の担当外科医。担当患者の救命率は極めて低い。心臓マッサージを嫌う。院長の座を狙う外科部長（演：児玉頼信）にバカにされる“若先生”。その後、週一で「丸の内物産」医務室勤務になる。
飯倉航介〈27〉
演 - 金子昇
「丸の内物産」ナナカン勤務で友作の後輩。元陸上部で鉄道マニア。かつてパリで女と同棲していた。しのぶに惚れている。最後まで友作の“特殊能力”が何であるのかわからなかった。
白金愛子〈37〉
演 - 愛華みれ
国際線スチュワーデス。友作や大門の中学時代の同級生で友作の憧れの人。元生徒会長で剣道部主将。体ボロボロ（腰痛、偏頭痛、外反母趾、四十肩…）。
いつも友作と飲む約束をしてはすっぽかされる（友作が人助けをしているとは知らない）。高飛車でひま。
桜新町弘〈30〉
演 - 堀内健（友情出演）
公認会計士でいつもナナカンを見下している。要蔵のスパイとしてナナカンを盗聴している。猫舌のマザコン。いつも経理部の3人娘にガードされている。それが原因で無能だと要蔵に捨てられる。
昔事故に遭いそうになったところを千石夏子に助けてもらった命の恩人であるが、自分が原因で夏子が亡くなったことに責任を感じ、お盆になると夏子の墓参りをしたり、夏子の娘の夏美に浴衣を送っていた。しのぶが好きだが、白金に出会って好きになって、最終回で白金にプロポーズする。
辰巳要蔵〈58〉
演 - 江守徹（特別出演）
「丸の内物産」前社長。辰巳家の婿養子（入り婿）。愛犬は“ダイアナ”。ネコアレルギー。犬と株に夢中で、寝室に妻を寄せ付けないためにドーベルマン3匹を飼う。体の悪いところはすぐに切り捨てる（盲腸を取り、胃は半分）。
貴子の祖父が50年前に設立した会社を企業買収を行う外資系の「Silver Unicorn」社に売り飛ばし、可愛い犬たちとの生活を夢見たが、貴子に見つかり社長職を解任される。その後しばらく主夫をしていたが、「Silver Unicorn」社がセンシティブを必要としていたことを知り、友作を「ほのぼの愛犬財団」の「2泊3日愛犬グルメ旅行」と騙して、センシティブ強化訓練所へ連れ出した。
雷に打たれてセンシティブ（3日間もスイッチオン）に目覚め、センシティブの長さが認められ、自ら化学兵器“ゲルニカ2002”を運ぼうとする。
辰巳貴子
演 - 夏木マリ
要蔵の妻。｢丸の内物産」創業者で前社長の娘にして家付き娘。ネコ派で愛猫は“ベッカム”。「丸の内物産」を売却しようとした要蔵の社長職を解任し、「丸の内物産」新社長（筆頭株主）に就任する。実は心底から要蔵を愛している。
大門十三〈37〉
演 - 哀川翔
友作の幼馴染み。心を開いたたった一人の友だちが友作である。友作は大門の“5千万分の1のヒーロー”と評しており、4年前に亡くなった妻のみゆきに友作が腎臓を提供した。ラジオの「大門十三の兄貴!俺の悩みを聞いてくれ」DJを兼業している。
拳銃の弾5発を打ち込まれ、瀕死の重傷を負う。ボスは内閣総理大臣で、実は政府のエージェントである。
芝
演 - 山口馬木也
大門の運転手。
巣鴨久美
演 - 佐久間由枝
「丸の内物産」経理部・桜新町の部下のメガネ3人娘。
大塚奈々
演 - 奥野ミカ
「丸の内物産」経理部・桜新町の部下のメガネ3人娘。
五反田舞
演 - 川原京
「丸の内物産」経理部・桜新町の部下のメガネ3人娘。
ハルミ
演 - 平岩紙
ナナカンいきつけのパブ店員。
渋谷セリ
演 - 細野佑美子
是広の妹。兄のため客と援助交際（カラオケだけ）。日焼けサロン「トコナッツ」を辞める。是広と同居し、その後「丸の内物産」掃除スタッフとして働く。
ケッペル
演 - マシューまさるバロン
先生。子供たちに友作の偉業（?）を伝える人物。実は彼によって救われた科学者の子供。
月島杏子〈25〉
演 - 奥菜恵（友情出演）
「丸の内物産」アパレル本部勤務。新ブランド「Anna de Paris」チーフ。しのぶの同期。根津の激しいセクハラに耐える。自律神経失調症と不眠症で心療内科に通院。子供の頃は貧乏でいつも同じ服。クレヨンで服の絵を描くのが好きだった。
カリート
演 - ピン子（犬）/ ウド鈴木（心の声）
友作の飼い犬。狆と豆柴のハーフ。名前の由来は映画「カリートの道」。

### ゲスト

#### 第1話
根津
演 - 小木茂光
「丸の内物産」アパレル本部長。セクハラの帝王。マダガスカル支社に異動。
英美
演 - 角田ともみ（第2話）
「丸の内物産」しのぶの後輩。帰国子女。
数子
演 - くわばたりえ（クワバタオハラ）（第2話）
「丸の内物産」しのぶの後輩。母親は堺市在住。
理佳
演 - 臼井靜（第2話）
「丸の内物産」しのぶの後輩。札幌支社の彼氏はすでに結婚していた。
大森清美
演 - 矢作美樹（第3話）
外科病棟看護婦。夜勤の日もウイスキーのボトルをラッパ飲み。友作のおかげでアル中から立ち直る。

#### 第2話
品川信也
演 - 渡辺いっけい
セリと援助交際、ストーカーになる。

#### 第3話
秋川小夜子
演 - 三浦理恵子
外科病棟看護婦→看護婦長。2年前に交際していた慶一郎にフラれる。院長夫人になりたかった。
神田理恵
演 - 田村たがめ
外科病棟看護婦。仮眠室をラブホテルがわりに研修医を連れ込む。友作のおかげで男狂いが治る。
落合勝
演 - 斉藤暁
当たり屋専門のチンピラ。慶一郎の盲腸手術を受ける。
川口
演 - 中根徹
外科医。医局に来た時から慶一郎が嫌い。外科部長の座を狙う。
三田総一郎
演 - 柴俊夫
院長で慶一郎の父。慶一郎の執刀でガンに冒された胃を摘出。

#### 第4話
大宮マチ子
演 - 有森也実
「丸の内物産」食料本部。新一と結婚の約束をしていた。新一に金を貢ぎ、ついに200万円横領し、辞職。
大久保新一
演 - 玉木宏
「丸の内物産」食料本部。航介と同期（入社時は2人で人気No.1を争う）。元水球の国体選手。65人の女子社員が5千万円の借金を告発→懲戒免職。
弓子
演 - 益子梨恵
「丸の内物産」食料本部。新一と交際。新一に“独立資金”として200万円をせがまれる。

#### 第5話
高尾撫子
演 - 髙田万由子
「丸の内物産」資材部。学習院大国文科卒。父親は衆議院議員。「あげマンこそが女の醍醐味」。雨が降ると通勤にハイヤー、残業の夜食は「吉兆」の懐石、泡が立っているものはピンクのシャンパン以外口にしない（が、焼酎のイチゴ割りが気に入る）、黒色のベルーガより茶色の麦チョコ（?）、セネガルで懐妊。
高尾拓郎
演 - 阿部サダヲ
撫子の夫。「丸の内物産」子会社の研究所→「グローブテクノ」社研究室。植物学専攻。ケナフの研究のためにセネガルへ。
高尾華子
演 - 岸田今日子
要蔵の姉、撫子の母。ネコ好き。

#### 第6話
亀戸葉子
演 - 酒井若菜
派遣社員。“ボン、キュッ、ボン”（航介曰く）。上昇志向が強すぎる。実は「長野県立千曲川高等学校」で航介の後輩。高校時代はブスでデブ、「鉄道研究会」に所属し、あだ名が“親方”、イジメに遭う。両親が離婚して姓がオオヤマから亀戸に。「ザ・ご対面」出場後にタレント事務所からスカウトされる。
上野
演 - 井上浩
人材サービス「グッドワークス」社長。架空の派遣社員の口座を作って300万円を振込み、赤羽と山分け。
赤羽
演 - 田村泰二郎
「丸の内物産」人事課長。
遥
演 - 森田敦子
「丸の内物産」OL。航介との合コンを拒否。

#### 第7話
みゆき
演 - 石田ゆり子
大門の妻。4年前に病死。元婦人警官。友作から腎臓を提供されていた。
蒲田涼子
演 - 石田ゆり子（二役）
大門の亡妻みゆき似で読書好き。司馬遼太郎全集（古本で45万円）を友作からプレゼントされる。記憶喪失のふりをしており、実は浪費家。クリーニング屋のバイトは3日でやめる。夫が起こした詐欺事件で被害届の出せない1億円を隠し持つ。
蒲田志郎
演 - 柏進
涼子の夫、元「総栄ゼミナール」講師。お受験のサギ事件を起こし、5年間の実刑後に出所。
小金井勉
演 - 菅原大吉
「総栄ゼミナール」講師。お受験サギで逮捕。刑期を終えて出所後に、1億円を隠す涼子を追う。
西荻太一
演 - 平井賢治
受験ブローカー（?）。お受験サギで逮捕。刑期を終えて出所後に、1億円を隠す涼子を追う。
本郷誠
演 - 伊藤明賢
愛子にキス。実はゲイ。

#### 第8話
千石里子
演 - 浅香光代
30年連続で金賞をとっている「千石醤油」7代目。
千石夏子
演 - 梶原芽衣
里子の娘、夏美の母。3年前、桜新町を助けようとして交通事故死。
千石夏美〈10〉
演 - 上脇結友
里子の孫。醤油の味がわかる。
三鷹一郎
演 - 三村賢一
次郎の兄、夏美の実の父親。行方不明。
三鷹次郎
演 - 村井克行
「千石醤油」勤務。兄と夏子の娘である夏美をそばで見守る。
四ツ谷
演 - 大鷹明良
「千石醤油」勤務。「丸の内物産」との契約を取り付け、リベートをもらおうとする。葛西と手を組む。
葛西修
演 - 樋口浩二
ニセの夏美の父親。夏子が産気づいた飛行機に偶然乗り合わせる。ソムリエの資格をもつ。
小岩
演 - 加賀谷純一
「丸の内物産」食料本部本部長。

#### 第9話
青山
演 - 大野英憲
「丸の内物産」経理部。実家は蒲鉾屋。
川崎
演 - 石川裕司
「丸の内物産」経理部。
綾瀬しのぶ〈6〉
演 - 松村優
母の信子と2人暮らし。
綾瀬信子
演 - 銀粉蝶
しのぶの母。夫が女をつくって出て行った後、パンを焼きながらしのぶを育てる。その後病死。
デトロイト
演 - ロバートホフマン（第10・最終話）
「Silver Unicorn」社社長。40億ドルとプードル1匹で「丸の内物産」との合併話を進める。世界中のセンシティブを使ったテロを計画。
カレン
演 - アンジェラパネッタ（第10・最終話）
デトロイトの秘書。

#### 第10話
目黒操〈28〉
演 - 鈴木杏樹
センシティブの両親から生まれた国内初のセンシティブベイビー。目を瞑るだけでスイッチを入れられる。白金の会社の後輩・ファーストクラスのVIP席しか担当しない“スーパースッチー”。
熊谷
演 - 殺陣剛太（最終話）
センシティブ。早食いコンテストに出た時、ラーメン40杯で卒倒してセンシティブに目覚める。
恵比寿
演 - 宮崎吐夢（最終話）
センシティブ。友作の味方。温泉で心臓発作を起こしたことが原因で、43度の温泉に30分つかると15分だけセンシティブ状態。
沼袋
演 - 大島直也（ドロンズ）（最終話）
センシティブ。電気工事の仕事中、電信柱で感電したことがきっかけでセンシティブに。
溜池
演 - 平田道（最終話）
センシティブ。
池尻
演 - 妹尾青洸（最終話）
センシティブ。
大橋
演 - 池田裕成（最終話）
センシティブ。
ピッツバーグ
演 - マシューまさるバロン（二役）（最終話）
「センシティブ強化訓練所」教授。全ての人類をセンシティブにするのが夢。妻（演：マリアテレサ ガウ）に子供が生まれる（それがケッペル）。

#### 最終話
台場
演 - 入江雅人
デトロイトの部下。

## スタッフ
- 脚本：中園ミホ、相内美生
- 演出：片山修、吉田秋生、平野俊一
- プロデューサー：磯山晶
- 音楽プロデューサー：志田博英
- 音楽：河野伸
- 主題歌：Skoop On Somebody「ぼくが地球を救う〜Sounds Of Spirit〜」（SME Records）
- 製作：TBS
- 制作：TBSエンタテインメント

## 放送日程
参照：『宇宙船 YEAR BOOK 2003』
| 話数   | 放送日  | サブタイトル                         | 脚本     | 演出     |
| ------ | ------- | ------------------------------------ | -------- | -------- |
| 第1回  | 7月04日 | 大きさじゃないのよ男は               | 中園ミホ | 片山修   |
| 第2回  | 7月11日 | 淡白なのにモテモテ君                 | 中園ミホ | 片山修   |
| 第3回  | 7月18日 | ナースのおもちゃ                     | 中園ミホ | 吉田秋生 |
| 第4回  | 7月25日 | 女の敵サラリーマンホストをやっつけろ | 相内美生 | 平野俊一 |
| 第5回  | 8月01日 | 高ビー夫人のお色気大作戦             | 中園ミホ | 片山修   |
| 第6回  | 8月08日 | ブリッコOLの恥ずかしい過去           | 相内美生 | 吉田秋生 |
| 第7回  | 8月15日 | 大ちゃん、ぼくの女に手を出すな       | 中園ミホ | 平野俊一 |
| 第8回  | 8月22日 | 階段がないじゃん                     | 相内美生 | 片山修   |
| 第9回  | 8月29日 | ヒロインは性格ブス!                  | 中園ミホ | 吉田秋生 |
| 第10回 | 9月05日 | 5000万分の1のヒーロー                | 中園ミホ | 平野俊一 |
| 最終回 | 9月12日 | 人類最高の男!                        | 中園ミホ | 片山修   |

- 初回は22時 - 23時9分の15分拡大放送[1]。

## 備考
- 「心の声」が聞こえる時間「57分間」の設定はヒーロー=ウルトラマンが3分しか活動出来ないところから、「1時間から3分を引いた『57分』」に設定された。
- 当初はソフト化の予定はなく、放送からしばらく｢幻の作品｣の状態が続いていた。しかし、TBSにDVD化祈願の葉書が殺到し、放送終了の1年7か月後、2004年4月にDVDが発売された。
- 本放送当時は地上デジタル放送の開始前であったが、 ハイビジョンで撮影されており、2008年11月にTBSチャンネルHDで初めて「ハイビジョン放送」が行われた。
- 放送終了後、哀川と内村はバラエティ番組などでよく共演した。

### 階段落ち
- 心の声を聞くために必要だった階段落ちはノースタントで、内村自身が落ちていた[3]（全11話中20回）。
- 9話の階段落ち50段はスタントの日本最高記録。

## 関連商品
- 「ぼくが地球を救う DVD-BOX 」（2004年4月29日）アスミック
- 「ぼくが地球を救う—TBSドラマ完全ノベライズ」（2002年9月） 音楽専科社